# توفی
توفی (به مجاری:  Tófej) یک سکونتگاه مسکونی در مجارستان است که در زالا واقع شده‌است.